# Адамович, Иосиф Александрович
Ио́сиф Алекса́ндрович Адамо́вич (26 декабря 1896 года, Борисов — 22 апреля 1937 года) — советский государственный и партийный деятель. Один из руководителей борьбы за советскую власть в Белоруссии, член ВЦИК СССР. В 1924—1927 годах председатель СНК БССР.

## Биография
Иосиф Александрович Адамович родился 26 декабря 1896 года в Борисове в семье рабочих.
С 10 лет работал на фабрике, но всё же окончил двухклассную школу.
В начале Первой мировой войны Иосиф Адамович был мобилизован и был отправлен на передовую. Воевал на Юго-Западном и Румынском фронтах. Старший унтер-офицер, награждён 3 Георгиевскими крестами.
В 1916 году вступает в РСДРП интернационалистов. В конце того же года был ранен и отправлен на лечение в Харьков.
Во время Февральской революции вёл активную революционно-пропагандистскую деятельность среди солдат и был избран в полковой комитет и Харьковский городской совет. Вскоре после выздоровления был послан на Румынский фронт как «неблагонадёжный», где также выбирался в солдатский комитет и другие солдатские организации.
Затем Иосиф Адамович вернулся в Борисов и поступил в 121-й пехотный полк, где познакомился и сблизился с Александром Мясниковым и другими революционерами. Осенью 1917 года демобилизовался, работал секретарём Борисовского уездного Совета. В январе 1918 года вступил в партию большевиков.
С наступлением немцев Адамович с небольшой группой вооружённых рабочих покинул Борисов и спустя некоторое время оказался в Смоленске, где принимает активное участие в штабе войск Красной гвардии и организует разные отряды. Летом 1918 года занимал должность начальника гарнизона и коменданта Смоленска, после — начальника гарнизона и губернского военного комиссара.
С сентября 1918 — военный комиссар Могилёвского и Лепельского военных Советов, затем военный комиссар Минской губернии. Принимал участие в подавлении контрреволюционных восстаний: крестьянского (кулацкого) восстания Жигалова, восстания в Демидовском уезде, брянского восстания конца 1919 года, восстания Стрекопытова в Гомельской губернии и многих других.
Входил в состав «тройки» (Кнорин, Адамович, Червяков) по организации советской власти после занятия Красной армией Минска 11 июля 1920 года.
После поражения Красной армии на Висле Иосиф Адамович был назначен на должность командующего участком Минского района. В сентябре 1920 года, когда был подписан прелиминарный Рижский договор,  был назначен на должность наркома военных дел БССР, одновременно с 1921 — на должность наркома внутренних дел БССР и заместителя председателя ЦИК и СНК БССР. Занимался активной борьбой с бандитизмом и повстанческими отрядами, в том числе с вооружёнными группами Савинкова и Булак-Балаховича.
В 1920 году Адамович был избран членом ЦК КП(б)Б, а с 3 декабря 1924 года до 21 ноября 1925 года был членом РВС.
Принимал участие в подготовке к образованию СССР. Активно занимался вопросом возвращения белорусских земель в состав БССР. И. Адамович был уполномоченным СНК БССР по вопросу присоединения Витебской губернии. С 17 марта 1924 года по 7 мая 1927 года работал на должности председателя Совета народных комиссаров БССР.
По свидетельству И. Пущи, у Адамовича находили поддержку национально ориентированные литераторы. В связи с конфликтом с первым секретарем ЦК КП(б)Б А. Криницким был переведён на работу в Москву. В мае 1927 года назначен членом президиума ВСНХ СССР и председателем Сахаротреста СССР. Член ЦИК СССР с 1924 года, а с 1934 года работал начальником Акционерного Камчатского общества (АКО), руководителем сахарных и рыбопромышленных предприятий.
22 апреля 1937 года Иосиф Александрович Адамович застрелился.
Жена — Софья Сергеевна Шамардина (1894—1980).
Его именем названа улица в г. Борисове.